# Horst Böhling
Horst Böhling  (* 15. November 1908 in Montigny bei Metz; † 24. August 1999 in Bonn) war ein deutscher Diplomat.

## Leben
Die Schule besuchte Horst Böhling in Berlin-Grunewald. Hier legte er auch 1928 das Abitur ab.
Horst Böhling wurde 1934 an der Universität Jena mit der Arbeit Chinesisches Sachenrecht: nach dem modernen Zivilgesetzbuch und Bodengesetz mit europäischen Rechten verglichen unter Berücksichtigung des alten chinesischen Rechts promoviert. Am 30. März 1935 trat er in den Auswärtigen Dienst ein, Nach kurzer Einsatzzeit im Auswärtigen Amt legte er im Sommer 1937 die konsularisch-diplomatischen Prüfungen ab. Böhling beantragte am 15. Februar 1938 die Aufnahme in die NSDAP und wurde zum 1. Dezember desselben Jahres aufgenommen (Mitgliedsnummer 6.997.155). Ebenfalls 1938 trat er in die SS ein. Das waren die Voraussetzungen, um als NS-Propagandist und Nachrichtendienstler für das, nunmehr in fester Hand des nationalsozialistischen Systems befindlichen Auswärtigen Amtes tätig werden zu können. Angesichts der sich im ostasiatischen Raum zuspitzenden Konflikte und die japanischen Ambitionen, sich dort eine strategische Vormachtstellung zu verschaffen, wurde Böhling 1939 als Legationssekretär an die Botschaft des Deutschen Reichs in Shanghai entsandt. Das war seine offizielle Legendierung für das eigentliche Einsatzziel, dort die nachrichtendienstliche Tätigkeit zu organisieren. Im Folgejahr wurde er als Kulturreferent an die Botschaft des Deutschen Reichs in Peking entsandt. Von 1941 bis 1944 war er an der Botschaft des Deutschen Reichs bei Wang Jingwei in Nanjing akkreditiert. Hier war sein Vorgesetzter Botschafter Heinrich Georg Stahmer, der mit außerordentlichem Druck und Rückendeckung durch Reichsaußenminister Joachim von Ribbentrop die nationalsozialistischen Ziele und NS-Ideologie durchsetzte.
Von 1946 bis 1950 arbeitete Böhling als Hochschullehrer an der Tongji-Universität in Shanghai. Von 1955 bis 1959 war er Deutscher Botschafter in Thailand, danach im Auswärtigen Amt in Bonn tätig. Von 1961 bis 1970 war Böhling Deutscher Botschafter in Malaysia.

## Publikationen
- Chinesisches Sachenrecht: nach dem modernen Zivilgesetzbuch und Bodengesetz mit europäischen Rechten verglichen unter Berücksichtigung des alten chinesischen Rechts, Dissertation Universität Jena 1934.
- Das Dien – Ein altes chinesisches Rechtsgebilde, in: Sinologie, Zeitschrift für chinesische Kultur und Wissenschaft 1949
- Eine Musestunde mit Tang-Gedichten, in Sinologie, Zeitschrift für chinesische Kultur und Wissenschaft
- Chinesische Stampfbauten, Verlag für Recht und Gesellschaft Basel, 1951
- Blumenträume am Fluß. Die alte Heimat neu entdeckt. In: Die Zeit, Nr. 40/1978

## Ehrungen
- 1969: Großes Verdienstkreuz der Bundesrepublik Deutschland